# Aguiones

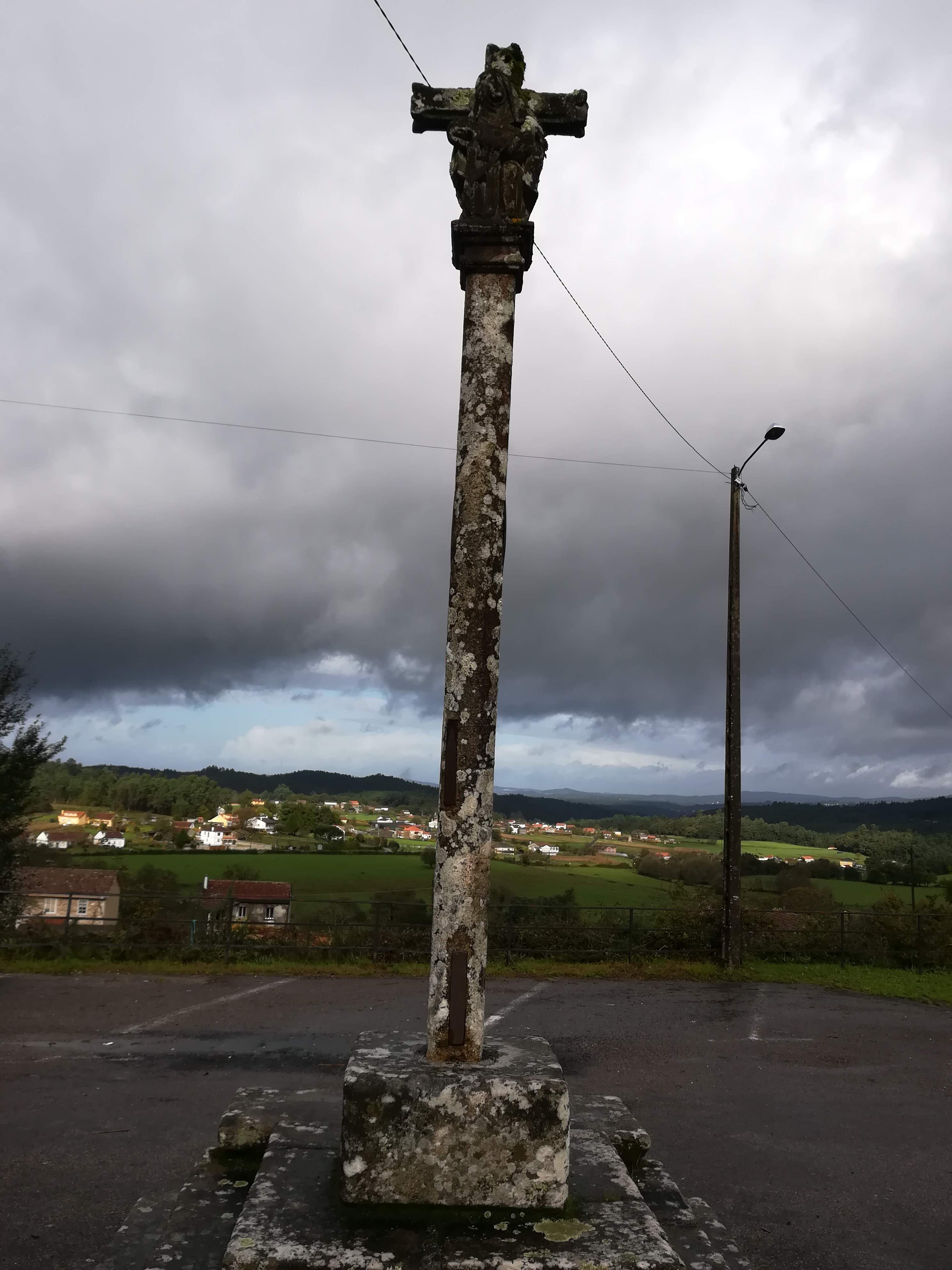
Frente a la capilla

Aguiones (llamada oficialmente Santa María de Aguións) es una parroquia del municipio de La Estrada, en la provincia de Pontevedra, Galicia, España.

## Límites
Limita con las parroquias de Toedo, Moreira, Barbud y Lagartones.

## Población
En 1842 tenía una población de hecho de 197 personas. En los veinte años que van de 1986 a 2006 la población pasó de 332 a 288 personas, lo cual significó una pérdida de 13,25%